# Sabine Dolderer
Sabine Dolderer (* 1962) ist die frühere Geschäftsführerin und ehemalige Vorstandsvorsitzende der DENIC eG, der Registrierungsstelle für die Top-Level-Domain de.

## Leben
Nach Abschluss ihres Informatik-Studiums begann sie 1990 ihre Tätigkeit am Rechenzentrum der Universität Karlsruhe. Dort war sie seit 1994 für das durch Drittmittel der deutschen Internetprovider finanzierte DENIC-Projekt zuständig, das eine Registry für die .de-Domain bis 1999 technisch realisierte.
Nach Gründung der Genossenschaft DENIC eG 1997 arbeitete sie dort als Geschäftsführerin weiter. Von 2001 bis 2007 war Dolderer eines von drei hauptamtlichen Vorstandsmitgliedern, neben zwei ehrenamtlichen. Als solches war sie für die Bereiche Außenvertretung, Betrieb, Mitglieder- und Endkundendienste verantwortlich.
Am 23. März 2007 trat sie mit sofortiger Wirkung von ihrer Position zurück, die an Denic-Mitglieder verschickte Nachricht deutete auf interne Unstimmigkeiten über die weitere Entwicklung der DENIC hin. Bei der Generalversammlung der Genossenschaft am 3. Mai 2007 sorgte ihr Rücktritt für eine rege Beteiligung durch die Mitglieder und einige personelle Änderungen im Aufsichtsrat.
Nachdem der Aufsichtsrat 2007 beinahe komplett ausgetauscht wurde, trat Dolderer zum 1. Oktober 2007 wieder als geschäftsführendes Vorstandsmitglied an.
Sie war auch für verschiedene andere Organisationen tätig, teils im Auftrag der Denic, und hatte in einigen leitende Positionen inne, so in der CENTR.
Am 28. Februar 2014 schied sie aus dem Vorstand der Genossenschaft aus.